# 京都の大学「学び」フォーラム
京都の大学「学び」フォーラム（きょうとのだいがくまなびフォーラム）は、京都府内の大学・短期大学が模擬授業や参加型講座などを提供する、中学生・高校生対象の高大連携の事業である。2006年度には、東京・名古屋・大阪・神戸・福知山・京都の6か所で開催された。

## 略歴
財団法人大学コンソーシアム京都が2002年から2015年まで主催した。
主な企画に、「模擬授業」と「大学・短期大学相談コーナー」がある。「模擬授業」は、時事的な話題や京都ならではの歴史・文化・伝統などをテーマに、京都の国公私立大学・短期大学の教授が60分間生で講義を行う。参加費は無料である。文系・理系・芸術系問わず幅広い学問興味の発見が得られる場として、広く高校生の進路選択に役立っている。また、「大学・短期大学相談コーナー」も、大学コンソーシアム京都に加盟する立命館大学、龍谷大学、同志社大学ほか約50の大学・短期大学からの相談ブースが設けられており、広く進学への窓口としても機能している。
安倍内閣の創設した教育再生会議では、隂山英男（立命館大学大学教育開発・支援センター教授・立命館小学校副校長、門川大作（京都市教育委員会教育長）などのメンバーが教育再生会議有識者として参画している。